# 天下月刊
天下月刊（英语：T'ien Hsia Monthly）是一份英文月刊，于1935年8月在上海创刊，1937年迁往香港，1941年停刊。该杂志的编辑是华人，主编温源宁，撰稿人包括全增嘏、燕卜荪、项美丽、林语堂、邵洵美和吴经熊。该杂志着重发表中国文学作品的英文译文，向西方介绍中国文化。《天下》由南京中山文化教育馆资助创办，该刊编辑部设在沪西越界筑路区的愚园路1283号，由南京路别發洋行（Kelly & Walsh Ltd.）在中、英、美等国发行销售。